# Новий Етап
Новий Етап — селище в Україні, в Асканія-Новій селищній громаді Каховського району Херсонської області. Населення становить 72 осіб. 24 лютого 2022 року село тимчасово окуповане російськими військами під час російсько-української війни.

## Населення
Згідно з переписом УРСР 1989 року чисельність наявного населення селища становила 124 особи, з яких 63 чоловіки та 61 жінка.
За переписом населення України 2001 року в селищі мешкали 72 особи.

### Мова
Розподіл населення за рідною мовою за даними перепису 2001 року:
| Мова       | Відсоток |
| ---------- | -------- |
| українська | 87,50 %  |
| російська  | 12,50 %  |